# 李德毅
李德毅（1944年1月31日—），男，江苏丹徒人，生于江苏泰县，中国指挥自动化和人工智能专家，中国电子系统工程研究所、北京航空航天大学教授，国家自然科学基金委员会信息科学部主任，中国工程院院士。

## 生平
1967年毕业于南京工学院无线电工程系，1983年获英国苏格兰爱丁堡赫瑞瓦特大学博士学位。1994年被选聘为中国工程院院士。